# チェーンレンチ
チェーンレンチ(chain pipe wrench)は、チェーントング(Chain Tongs)・鎖パイプレンチとも呼ばれる。主に太いパイプの締め付けやボーリング（鑿泉）のロッド接合等に使用するレンチである。

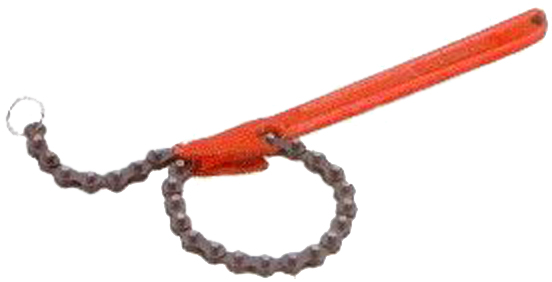
チェーンレンチ（両歯タイプ）

## 概要
使い方は、チェーンを鋼管に少し緩めに巻き付け、チェーンの両端に出ているピンを本体の溝部に引っ掛ける。レンチ本体を手前に引き気味にして本体頭部の歯部（ジョー）をパイプに引っ掛け気味にチェーンがパイプに巻きつく方向にレンチを回すと歯がパイプに食い込みチェーンが張られパイプを保持したり、回したりする事が出来る。円形状の対象物だけでなく、四角、三角などの変形物も確実につかむ事が出来る。歯は、日本製のチェーンレンチの場合は、片方向に使用する片歯であるが、欧米のタイプは、両方向に回転が可能な二つの歯が反対方向に歯溝を付けているタイプが主である。レンチを付け替えずに、締め付け、弛め作業ができる。
日本の主なメーカーは、ヒット(HIT)・スーパーツール(SUPER TOOL)・松阪鉄工所(MCC)等がある。このレンチの最大の欠点は、使う方向によって又はラチェット操作を繰り返している時にチェーンが本体引っ掛け部から外れる場合がある事であった。レンチが外れると重大な事故にも繋がりかねない。対策として各メーカーは、チェーンが容易に引っ掛け部から外れないようにチェーン脱落防止機構を付けている。HITが1973年に国内初で開発（実用登録1280053）して取り付け、SUPER TOOLが続いて開発、商品化している。
チェーンレンチは、歯がカム形状となっている為、特に小口径の中空丸形状の配管用パイプの締め付け使用時に、過大な締め付けトルクを加えると、管を変形させてしまう事がある。パイプレンチの場合は、フレームにストッパー機能があり管へは一定の上アゴの噛み込みで動きが停止する。チェーンレンチは締め付けトルクと管の強度との力学バランスで噛み込みが停止する。管の接合部付近でチェーンレンチを使用した場合には、継手との管端ネジ部よりの漏れの原因となる事が危惧されるので、継手推奨締め付けトルクでの接合に注意を要する。